# Jacques Villeret
Jacques Villeret, nato  Mohammed Boufroura (Loches, 6 febbraio 1951 – Évreux, 28 gennaio 2005), è stato un attore francese.

## Biografia
Ha impersonato indifferentemente ruoli comici e drammatici, sia a teatro che sul grande schermo.
Nacque a Loches, nel dipartimento dell'Indre e Loira, da padre algerino, Ahmed Boufroura, e da madre francese, Annette Bonin. I genitori si separarono quando lui non aveva che nove mesi di vita e sua madre, ben presto, si risposò con Raymond Villeret, da cui il futuro attore assunse legalmente il cognome (il nome Jacques, invece, deriva da un nomignolo affibbiatogli da ragazzo, Jacky).
Negli anni settanta lavorò più volte sotto la direzione del regista Claude Lelouch, ma la sua prima esperienza sul grande schermo, dopo una formazione di tipo teatrale, fu con il regista Yves Boisset, che lo chiamò nel cast di R.A.S. - Nulla da segnalare (1973). Lavorò anche con Jean-Luc Godard, Claude Chabrol, Louis de Funès e Jean Becker.
Tra le sue interpretazioni di maggior successo, da ricordare il ruolo di François Pignon, protagonista del film La cena dei cretini (1998) di Francis Veber, personaggio che Villeret aveva già interpretato sul palcoscenico dal 1993 al 1996, nella rappresentazione diretta da Pierre Mondy presso il Théâtre des Variétés di Parigi, e in una successiva tournée in Francia, Svizzera e Belgio nella stagione 1996-1997.
Vinse due Premi César, uno nel 1979 come miglior attore non protagonista per il film Agenzia matrimoniale A di Claude Lelouch, e il secondo come miglior attore protagonista per il suo ruolo ne La cena dei cretini.
Morì nel 2005 a causa di un'emorragia epatica interna.

## Filmografia

### Cinema
- R.A.S. Nulla da segnalare (R. A. S. Rien à signaler), regia di Yves Boisset (1973)
- Tutta una vita (Toute une vie), regia di Claude Lelouch (1974)
- La Gueule ouverte, regia di Maurice Pialat (1974)
- Male d'amore (Un amour de pluie), regia di Jean-Claude Brialy (1974)
- Dupont Lajoie, regia di Yves Boisset (1975)
- Primavera carnale (Sérieux comme le plaisir), regia di Robert Benayoun (1975)
- Les naufragés de l'île de la Tortue, regia di Jacques Rozier (1976)
- Chissà se lo farei ancora (Si c'était à refaire), regia di Claude Lelouch (1976)
- La fabbrica degli eroi (Le bon et les méchants), regia di Claude Lelouch (1976)
- Un altro uomo, un'altra donna (Un autre homme, une autre chance), regia di Claude Lelouch (1977)
- Passe Montagne, regia di Jean-François Stévenin (1978)
- Due volte donna (Mon premier amour), regia di Élie Chouraqui (1978)
- Agenzia matrimoniale A (Robert et Robert), regia di Claude Lelouch (1978)
- Rien ne va plus, regia di Jean-Michel Ribes (1979)
- Bête, mais discipliné, regia di Claude Zidi (1979)
- A noi due (À nous deux), regia di Claude Lelouch (1979)
- Un balcon en forêt, regia di Michel Mitrani (1979)
- Mais où et donc Ornicar, regia di Bertrand van Effenterre (1979)
- Confidences pour confidences, regia di Pascal Thomas (1979)
- La Soupe aux choux, regia di Jean Girault (1981)
- Bolero (Les uns et les autres), regia di Claude Lelouch (1981)
- Malevil, regia di Christian de Chalonge (1981)
- Il grande fratello (Le grand frère), regia di Francis Girod (1982)
- Garçon!, regia di Claude Sautet (1983)
- Papy fait de la résistance, regia di Jean-Marie Poiré (1983)
- Prénom Carmen, regia di Jean-Luc Godard (1983)
- Circulez y'a rien à voir, regia di Patrice Leconte (1983)
- Édith et Marcel, regia di Claude Lelouch (1983)
- Trauma (Effraction), regia di Daniel Duval (1983)
- Danton, regia di Andrzej Wajda (1983)
- L'oro dei legionari (Les morfalous), regia di Henri Verneuil (1984)
- Hold-Up (1985), regia di Alexandre Arcady (1985)
- Drôle de samedi, regia di Tunç Okan (1985)
- Les frères Pétard, regia di Hervé Palud (1986)
- Black Mic Mac, regia di Thomas Gilou (1986)
- Les folles années du twist, regia di Mahmoud Zemmouri (1986)
- Matrimonio a sorpresa (La galette du roi), regia di Jean-Michel Ribes (1986)
- Cura la tua destra... (Soigne ta droite), regia di Jean-Luc Godard (1987)
- L'été en pente douce, regia di Gérard Krawczyk (1987)
- Ultima estate a Tangeri (Dernier été à Tanger), regia di Alexandre Arcady (1987)
- La petite amie, regia di Luc Béraud (1988)
- Mangeclous, regia di Moshé Mizrahi (1988)
- Trois années, regia di Fabrice Cazeneuve (1990)
- Un pesce color rosa (The Favor, the Watch and the Very Big Fish), regia di Ben Lewin (1991)
- I segreti professionali del dr. Apfelglück (Les secrets professionnels du Dr Apfelglück), registi vari (1991)
- Le fils du Mékong, regia di François Leterrier (1991)
- Le bal des casse-pieds, regia di Yves Robert (1992)
- Quella strada chiamata paradiso (588 rue paradis), regia di Henri Verneuil (1992)
- Mayrig, regia di Henri Verneuil (1993)
- Parano, registi vari (1994)
- Golden Boy, regia di Jean-Pierre Vergne (1996)
- Mookie, regia di Hervé Palud (1998)
- La cena dei cretini (Le diner de cons), regia di Francis Veber (1998)
- I ragazzi del Marais (Les enfants du Marais), regia di Jean Becker (1999)
- Actors (Les acteurs), regia di Bertrand Blier (2000)
- Un aller simple, regia di Laurent Heynemann (2001)
- Omicidio in Paradiso (Un crime au Paradis), regia di Jean Becker (2001)
- Le Furet, regia di Jean-Pierre Mocky (2003)
- Effroyables jardins, regia di Jean Becker (2003)
- Vipère au poing, regia di Philippe de Broca (2004)
- Malabar Princess, regia di Gilles Legrand (2004)
- Les parrains, regia di Frédéric Forrestier (2005)
- Les Âmes grises, regia di Yves Angelo (2005)
- L'antidoto (L'antidote), regia di Vincent De Brus (2005)
- Iznogoud, regia di Patrick Braoudé (2005)

### Televisione
- Au théâtre ce soir (1972) - Serie televisiva, un episodio
- Fantasio, regia di Roger Kahane (1973) - Film TV
- Le Rabat-joie, episodio della serie televisiva Cinéma 16 (1978)
- Gaston Lapouge, regia di Franck Apprederis (1981) - Film TV
- Le Petit Mitchell illustré, regia di Gérard Jourd'hui (1981) - Film TV
- Jacques Dutronc, la nuit d'un rêveur, regia di Pierre Desfons (1982) - Film TV
- L'Épreuve, regia di Claude Santelli (1982) - Film TV
- Merci Bernard, regia di Jean-Michel Ribes (1982) - Serie televisiva
- Le dernier été, regia di Claude Goretta (1997) - Film TV
- Georges Dandin de Molière, regia di Jean-Claude Brialy (1997) - Film TV

### Cortometraggi
- La choisie, regia di Gérard Mordillat (1974)
- Nono Nénesse, regia di Jacques Rozier e Pascal Thomas (1976)
- Un coup de rasoir, regia di Pascal Thomas (1977)
- Dialogue de sourds, regia di Bernard Nauer (1985)
- Sale temps, regia di Alain Pigeaux (1987)
- La fête à Louisette, regia di Alain Pigeaux (1988)
- Le batteur du boléro, regia di Patrice Leconte (1992)
- De qui me moque-je?, regia di Matthieu Maunier-Rossi (2005)

## Doppiatori italiani
Nelle versioni in italiano delle opere in cui ha recitato, Jacques Villeret è stato doppiato da: 
- Sergio Di Giulio in Bolero
- Manlio De Angelis in L'oro dei legionari
- Ferruccio Amendola in I segreti professionali del dr. Apfelglück
- Marco Mete in La cena dei cretini
- Sandro Acerbo in I ragazzi del Marais
- Pino Ammendola in Omicidio in Paradiso
- Riccardo Peroni in Effroyables jardins - I giardini crudeli della vita
- Roberto Stocchi in L'antidoto